# Hafenferrefia imperialis
Hafenferrefia imperialis är en kvalsterart som först beskrevs av Berlese 1910.  Hafenferrefia imperialis ingår i släktet Hafenferrefia och familjen Tenuialidae. Inga underarter finns listade i Catalogue of Life.